# Gnomidolon primarium
Gnomidolon primarium là một loài bọ cánh cứng trong họ Cerambycidae.